# Charting the Depths of Despair
Charting the Depths of Despair (englisch Die Tiefen der Verzweiflung kartographieren) ist eine 2002 gegründete Funeral-Doom-Band.

## Geschichte
Dan Garcia gründete Charting the Depths of Despair 2002 als Solo-Musikprojekt beendete den Versuch allein Musik aufzunehmen jedoch schon im darauf folgenden Jahr nach einem Demo. In den Jahren drauf brachte sich Garcia in Bands wie The Slow Death als Bassist sowie Horrisonous und Illimitable Dolor als Gitarrist ein. 2016, im gleichen Jahr, in dem Garcia sich Horrisonous und Illimitable Dolor anschloss, erschien neue Musik von Charting the Depths of Despair.
Im Frühjahr 2016 erschien das zweite Demo über Bandcamp. Noch im gleichen Jahr das selbstbetitelte Debüt. Es folgten die EPs Glimpses into the Forgotten Remnants of a Broken Soul 2017 und Deeper into the Darkness 2018. In der Kolumne Funeral Doom Friday des Webzines Metal Injection wurde das Werk der Band als „einfaches, aber erfüllendes Hörvergnügen“ gelobt.

## Stil
Die von Garcia mit Charting the Depths of Despair gespielte Musik ist Funeral Doom in der Tradition von Mournful Congregation. „Lange, hoch aufragende Gitarrentöne tragen einen Großteil der Musik. Das Schlagzeug sorgt für ein wohldosiertes Tempo. Gesanglich lehnt sich Garcia mehr an DisEMBOWELMENT an.“

„Allerdings klingt die aktuelle EP „Deeper into the Darkness“ streckenweise auch so Becken- und Knarzgitarren-betont, dass es die seltenen Growls dann auch braucht, um wieder wirklich ins Genre zu finden.“

## Diskografie
- 2002: Demo (Demo, Selbstverlag)
- 2016: Demo (Demo, Selbstverlag)
- 2016: Charting the Depths of Despair (Album, Selbstverlag)
- 2017: Glimpses into the Forgotten Remnants of a Broken Soul (EP, Selbstverlag)
- 2018: Deeper into the Darkness (EP, Selbstverlag)